# الصحیح من سیرة الامام علی
الصحیح من سیرة الامام علی علیه السلام، نام مجموعه کتاب‌هایی است، در 53 مجلد با موضوع تاریخ علی بن ابی طالب، توسط سید جعفر مرتضی عاملی به نگارش درآمده است. نام دیگر این کتاب «المرتضی من سیره المرتضی» است. این کتاب به زبان عربی و بدون ویراستاری، به چاپ رسیده است.

## بررسی کتاب
کتاب با یک تقدیم و یک تمهید شروع شده و مطالب آن در سه بخش جمع‌آوری و تدوین شده‌است. بخش اول که حدود هشت جلد و نیم این مجموعه را اشغال کرده مربوط به شرح زندگانی علی بن ابی‌طالب در دوران حیات پیامبر اسلام است. بخش دوم نیز از اواسط جلد نهم شروع و تا ابتدای جلد نوزدهم ادامه پیدا می‌کند. این بخش مربوط به دوران زندگی علی از بعد از وفات پیامبر تا ابتدای بیعت مردم با وی بعد از قتل عثمان بن عفان است. این بخش که از جهاتی مهم‌ترین قسمت زندگانی علی است، بیشترین مطالب کتاب را به خود اختصاص داده‌است. بخش سوم شامل برخی از مطالبی است که بعد از بیعت مردم با علی بن ابی طالب اتفاق افتاد؛ یعنی از بعد از بیعت تا هنگام کشته شدن.
سید جعفر مرتضی عاملی، در تقدیم کتاب در مورد این تقسیم‌بندی در کتابش اذعان می‌دارد که در سیره علی بن ابیطالب در دوران حیات محمد و همچنین در تعامل او با پیامبر مطالب مهمی وجود دارد. در دوران خلافت سه خلیفه اول شرایطی متفاوت از دوران حیات پیامبر برای علی به وجود آمده. در این دوران او دارای موقعیتی خاص در تدبیر امور و در مواجهه با دشمنی‌ها و تجاوزگری‌ها و در حفظ و نگهداری خط اسلام و اهل آن در مواجهه با دشمنان آن بود. به اعتقاد عاملی در دوران خلافت علی بن ابی طالب یک الگوی صحیح و صریح از حکومت خدا بر زمین توسط او ارائه شد. براین اساس سه دوره متفاوت از زندگانی علی هر یک دارای خصوصیات مخصوص به خودش است که در این کتاب با توجه به نصوص مربوط به آن دوره بررسی می‌شود.

## بخش‌های مختلف کتاب
بخش اول: علی در دوران حیات پیامبر (این بخش دارای ۱۳ باب و در حدود ۹ جلد است)
- باب اول: علی قبل از بعثت
- باب دوّم: علی از بعثت تا هجرت
- باب سوّم: علی از هجرت تا أحد
- باب چهارم: جنگ احد... تا خندق
- باب پنجم: ...تا صلح حدیبیه
- باب ششم: خیبر و فدک
- باب هفتم: ...تا فتح مکه
- باب هشتم: از فتح مکه تا فتح طائف
- باب نهم: ...تا تبوک
- باب دهم: از تبوک تا بیماری پیامبر
- باب یازدهم: حجه الوداع... و روز غدیر
- باب دوازدهم: بی‌نام
- باب سیزدهم: مریضی پیامبر و وفات ایشان

بخش دوّم: از وفات پیامبر تا بیعت مردم با علی. (این بخش دارای ۱۷ باب بوده و حدود ۱۰ جلد از این مجموعه را اشغال کرده است)
- باب اوّل: چگونه انقلاب به وجود آمد؟
- باب دوّم: ارث پیامبر و فدک
- باب سوّم: سیاست‌هایی که نتیجه جریان سقیفه بود
- باب چهارم: جنگ‌ها و سیاست‌گذاری‌های زمان ابوبکر
- باب پنجم: علم و قضاوت و احکام
- باب ششم: جنگ‌ها و فتوحات در عهد عمر
- باب هفتم: بعضی از سیاست‌های عمر
- باب هشتم: بعضی حوادث مربوط به عمر
- باب نهم: بعضی حوادث مربوط به عمر
- باب دهم: معرفی شورا
- باب یازدهم: علوم و فضائل و سیاست‌های علی
- باب دوازدهم: مباحثی از سیاست‌های عثمان
- باب سیزدهم: بعضی از درشتی‌های عثمان در مورد عمار، ابن عبده، ابن حنبل و...
- باب چهاردهم: آزار دادن ابوذر به جهت موضع گیری‌هایش
- باب پانزدهم: علی در داستان محاصره عثمان
- باب شانزدهم: تبلیغات و شب نامه‌های دشمن
- باب هفدهم: علی و قتل عثمان

بخش سوّم: خلافت علی (این بخش دارای سه باب بوده و دو جلد اخیر کتاب الصحیح من سیره امیرالمؤمنین را به خود اختصاص داده است.)
- باب اوّل: بیعت
- باب دوّم: بعضی مباحث قابل درنگ
- باب سوّم: نشانه‌های تمرّد[۳]